# Magona Granducale
La Magona Granducale è un edificio civile del centro storico di Firenze, situato in via Lambertesca 6 e oggi facente parte del complesso degli Uffizi.

## Storia e descrizione
Originariamente erano qui alcune case e la loggia della famiglia Pulci, progressivamente incorporate in un unico edificio, inizialmente ad uso della prima Zecca, poi destinato a deposito dei prodotti della fonderia di Follonica (la cosiddetta Magona), principale luogo di lavorazione del ferro dello Stato toscano. 
Attualmente l'edificio (che ingloba anche le trecentesche residenze di alcune Arti fiorentine tra le quali quella dei Vaiai e Pellicciai e quella dei Legnaioli) si presenta con carattere sostanzialmente moderno, anche se Marcello Jacorossi segnala che "vi si scoprirono, praticandovi alcuni saggi, le tracce della importantissima e ampia loggia che la famiglia Pulci possedeva fra la sua casa e di fronte alla sua via (ora via dei Georgofili)". 
L'edificio si è mantenuto nell'ambito degli spazi di pertinenza del complesso degli Uffizi e oggi, parzialmente interessato dai lavori del progetto dei Nuovi Uffizi, è occupato da vari uffici della Soprintendenza fiorentina. Lungo la strada si segnala il grande accesso carraio posto a guardare via dei Georgofili, incorniciato da bozze e listre di pietra serena.